# Магги, Мауррен Хига
Мауррен Хига Магги (порт.-браз. Maurren Higa Maggi, род. 25 июня 1976 года в Сан-Карлусе, Бразилия) — бразильская легкоатлетка, специализировавшаяся в прыжке в длину. Олимпийская чемпионка 2008 года, трёхкратная победительница Панамериканских игр. Единственная в истории олимпийская чемпионка по прыжкам в длину из Южной Америки. Также выступала в барьерном и гладком беге на спринтерские дистанции.

## Карьера
В 1999 году Мауррен Хига Магги стала чемпионкой Панамериканских игр в прыжках в длину и вице-чемпионкой в беге на 100 метров с барьерами. От участия в Олимпийских играх 2000 года ей пришлось отказаться из-за травмы в квалификации во время прыжковой части соревнований. В 2001 году на Универсиаде в Пекине она также завоевала золотую медаль в прыжках в длину и серебряную на 100 метрах с барьерами.
На чемпионате мира в помещении 2003 году в Бирмингеме она выиграла бронзу в прыжке в длину.
В июне допинг-тест спортсменки выявил наличие запрещенного стероида. Мауррен Магги заявила, что запрещенный препарат содержался в креме для удаления волос. Однако её оправданиям не поверили и бразилианка была дисквалифицирована на 2 года. За вынужденный перерыв карьере она вышла замуж и родила ребенка.
В 2006 году Хига Магги вернулась в спорт. В 2007 году она снова победила на Панамериканских играх в Рио-де-Жанейро в прыжках в длину. На чемпионате мира в Осаке она показала шестой результат.
На чемпионате мира в помещении 2008 года в Валенсии, она завоевала серебряную медаль и установила рекорд Южной Америки в помещении, прыгнув на 6,89 метра в прыжке в длину.
На Летних Олимпийских играх 2008 года в Пекине Мауррен Хига Магги завоевала золотую медаль в прыжке в длину с результатом 7,04 м, опередив россиянку Татьяну Лебедеву всего на один сантиметр.
После успеха на Олимпиаде-2008 результаты Магги упали. Проблеском надежды послужили лишь Панамериканские игры 2011 года, где спортсменка выиграла золотую медаль в прыжке в длину.
Спортсменка принимала участие и в Летних Олимпийских играх 2012 года в Лондоне, однако не смогла пройти квалификационный раунд.

## Личная жизнь
Мауррен Хига Магги замужем за бывшим бразильским автогонщиком Антонио Пиццония, который в 2003—2005 годах выступал в Формуле-1 за команду BMW WilliamsF1 Team. В семье подрастает дочь София (родилась в декабре 2004 года).